# Piper capillipes
Piper capillipes är en pepparväxtart som beskrevs av Trel. & Yunck.. Piper capillipes ingår i släktet Piper och familjen pepparväxter. Inga underarter finns listade i Catalogue of Life.